# アレクセイ・グリゴーリエヴィチ・ドルゴルーコフ
アレクセイ・グリゴーリエヴィチ・ドルゴルーコフ公（ロシア語: Алексе́й Григо́рьевич Долгору́ков, ラテン文字転写: Alexey Grigoryevich Dolgorukov、1734年没）は、ロシア帝国の政治家。ドルゴルーコフ家出身で、ピョートル2世の治世に最高枢密院議員を務めた。

## 生涯
グリゴリー・フョードロヴィチ・ドルゴルーコフの息子として生まれた。父と伯父ヤーコフ・フョードロヴィチ・ドルゴルーコフのロシア宮廷における影響力により昇進が早く、1713年にスモレンスク総督を務めた後、1723年に都市参事会会長を務め、1726年にはアレクサンドル・メーンシコフの求めに応じた女帝エカチェリーナ1世により元老院議員と宮廷の侍従長とピョートル・アレクセーエヴィチの家庭教師の1人に任命された。ピョートル・アレクセーエヴィチがピョートル2世として即位すると、ドルゴルーコフは最高枢密院議員に任命された。彼はメーンシコフを失脚させた後、ピョートル2世をモスクワ近くの自領に連れていってドルゴルーコフ家の人物で囲い、狩猟などの遊興に明け暮れ、娘のエカチェリーナ・アレクセーエヴナ・ドルゴルーコヴァに出会って婚約するよう仕向けた。ピョートル2世の死後、最高枢密院でただ一人アンナ・イヴァノヴナの皇帝即位に反対票を投じた結果、一家もろともベリョゾヴォに追放された。1734年に死去した。

## 家族
プラスコヴィヤ・ユーリエヴナ・ヒルコヴァと結婚して4男3女をもうけた。
- イヴァン・アレクセーエヴィチ・ドルゴルーコフ（1708年 - 1739年）
- エカチェリーナ・アレクセーエヴナ・ドルゴルーコヴァ（1712年 - 1747年）
- ニコライ・アレクセーエヴィチ・ドルゴルーコフ（1713年 - 1790年）
- エレーナ・アレクセーエヴナ・ドルゴルーコヴァ（1715年 - 1799年）
- アンナ・アレクセーエヴナ・ドルゴルーコヴァ（1758年没）
- アレクセイ・アレクセーエヴィチ・ドルゴルーコフ（1716年 - 1792年）
- アレクサンドル・アレクセーエヴィチ・ドルゴルーコフ（1717年 - 1782年）